# Devět měsíců
Devět měsíců (v originále Neuf Mois) je francouzský hraný film z roku 1994, který režíroval Patrick Braoudé. Snímek měl světovou premiéru dne 2. února 1994.

## Děj
Samuel je psychoanalytik. Celý den vidí v práci pacienty, zejména rebelující teenagery, kteří pohrdají svými rodiči. Tato situace ho vede k tomu, že se na myšlenku vlastního otcovství dívá nedůvěřivě. Jednoho dne mu jeho partnerka Mathilde řekne, že je těhotná. Samuel, vyděšený tou představou, prožívá devět měsíců Mathildina těhotenství spíše jako noční můru. Georges a Dominique, Marcova sestra, mají již tři dcery a berou čtvrté těhotenství Dominique bez obav. Jejich zkušenost nakonec překoná jeho obavy a mezi oběma páry se vytvoří silná přátelská pouta.

## Obsazení
| Patrick Braoudé           | Samuel                |
| Philippine Leroy-Beaulieu | Mathilde              |
| Daniel Russo              | Georges               |
| Catherine Jacob           | Dominique             |
| Patrick Bouchitey         | Marc, bratr Dominique |
| Pascal Légitimus          | gynekolog             |
| Mike Marshall             | Arthurův otec         |

## Ocenění
- César: nominace v kategoriích nejlepší herečka ve vedlejší roli (Catherine Jacob) a nejlepší herec ve vedlejší roli (Daniel Russo)